# Furkula
Furkula je dvorogim vilicam podoben izrastek četrtega člena zadka skakačev. Ima ga večina vrst skakačev, z njegovo pomočjo lahko ob nevarnosti razmeroma daleč skočijo. Vsebuje veliko elastičnih beljakovin in deluje po principu vzmeti. Ob mirovanju je furkula vpeta v strukturo na tretjem členu zadka, imenovano retinakulum. Ko retinakulum spusti furkulo, se ta bliskovito iztegne in požene žival v zrak. Da jo ponovno napne, mora žival uporabiti posebne mišice.
Skakači uporabljajo furkulo samo za beg pred plenilci, pri normalnem premikanju pa ne sodeluje.